# Smarves
Smarves est une commune du Centre-Ouest de la France, située dans le département de la Vienne (région Nouvelle-Aquitaine).

## Géographie
Les habitants de la commune sont appelés les Smarvois et les Smarvoises.

### Localisation
Smarves est une commune périurbaine de l’agglomération de Poitiers. Sa situation, à 8 km de Poitiers, lui a permis de connaître un fort développement démographique au cours des dernières décennies. Ce mouvement s’est accompagné du développement du secteur urbain.
La commune est délimitée par les vallées du Clain à l’ouest, du Miosson à l’est et du Chézeau au sud. Les paysages de vallée, caractéristique du Sud de Poitiers, contribuent à la qualité du cadre de vie et expliquent en partie le fort développement résidentiel.

### Communes limitrophes
|        | Saint-Benoît            |                     |
| Ligugé | Smarves                 | Nouaillé-Maupertuis |
| Iteuil | Roches-Prémarie-Andillé |                     |

### Géologie et relief
La commune se situe sur le point géographique du seuil du Poitou - défini par un horst, veine granitique très locale reliant les massifs Armoricain et Central. Cette caractéristique géologique est visible et accessible en bordure de la rivière, près de Port Seguin et elle se prolonge sur la commune voisine de Ligugé.
Les différents types de sols de la commune sont composés :
- pour 54 % des groies (les groies sont des terres du Sud-Ouest de la France, argilo-calcaires, peu profondes  - en général de moins de 50 cm d’épaisseur – et  plus ou moins riches en cailloux. Elles sont fertiles et saines et donc, propices à la polyculture céréalière mais elles s’assèchent vite) dans les plaines ;
- pour 32 % du Bornais (ce sont des sols brun clair sur limons, profonds et humides, à tendance siliceuse) sur les plateaux du seuil du Poitou ;
- pour 15 % de calcaire dans les vallées et les terrasses alluviales[1].

### Hydrographie
La commune est traversée par 9 km de cours d'eau : 4 km pour le Clain et 5 km pour le Miosson.

### Climat
Pour des articles plus généraux, voir Climat de la Nouvelle-Aquitaine et Climat de la Vienne.
Historiquement, la commune est exposée à un climat océanique du nord-ouest.  
En 2020, Météo-France publie une typologie des climats de la France métropolitaine dans laquelle la commune est exposée à un climat océanique altéré et est dans la région climatique  Poitou-Charentes, caractérisée par un bon ensoleillement, particulièrement en été et des vents modérés.
Pour la période 1971-2000, la température annuelle moyenne est de 11,6 °C, avec une amplitude thermique annuelle de 15,1 °C. Le cumul annuel moyen de précipitations est de 725 mm, avec 11,1 jours de précipitations en janvier et 6,9 jours en juillet. Pour la période 1991-2020, la température moyenne annuelle observée sur la station météorologique la plus proche, située sur la commune de Biard à 8,18 km à vol d'oiseau, est de 12,2 °C et le cumul annuel moyen de précipitations est de 695,3 mm,. Pour l'avenir, les paramètres climatiques de la commune estimés pour 2050 selon différents scénarios d'émission de gaz à effet de serre sont consultables sur un site dédié publié par Météo-France en novembre 2022.

### Voies de communication et transports
La commune est reliée à l'agglomération de Poitiers par la RD 741 en axe nord-sud (Poitiers - Confolens), voie classée à grande circulation. Elle constitue l'axe majeur de liaison avec les pôles d’emploi de l'agglomération et le pôle commercial du Grand Large situé près du contournement Sud. Les liaisons est-ouest doivent emprunter les vallées. Les tracés sont plus contraints, les voies étroites et adaptées à un trafic local.
Les gares et les haltes ferroviaires proches de Smarves sont :
- la halte ferroviaire de Ligugé située à 1,7 km,
- la halte d'Iteuil - Centre située à 3,8 km,
- la gare de Mignaloux-Nouaille à 5 km,
- la gare de Poitiers  à 8 km,
- la halte de Vivonne à 11,4 km.

Les aéroports proches de Smarves sont :
- l'aéroport de Poitiers-Biard à 9,1 km,
- l'aérodrome de Niort - Souché à 62 km.

## Urbanisme

### Typologie
Au 1er janvier 2024, Smarves est catégorisée bourg rural, selon la nouvelle grille communale de densité à sept niveaux définie par l'Insee en 2022.
Elle appartient à l'unité urbaine de Ligugé, une agglomération intra-départementale regroupant deux  communes, dont elle est une commune de la banlieue,,. Par ailleurs la commune fait partie de l'aire d'attraction de Poitiers, dont elle est une commune de la couronne,. Cette aire, qui regroupe 97 communes, est catégorisée dans les aires de 200 000 à moins de 700 000 habitants,.

### Occupation des sols
L'occupation des sols de la commune, telle qu'elle ressort de la base de données européenne d’occupation biophysique des sols Corine Land Cover (CLC), est marquée par l'importance des territoires agricoles (57,6 % en 2018), en diminution par rapport à 1990 (59,7 %). La répartition détaillée en 2018 est la suivante : 
terres arables (47,5 %), forêts (33 %), zones urbanisées (9,3 %), prairies (6,2 %), zones agricoles hétérogènes (3,9 %). L'évolution de l’occupation des sols de la commune et de ses infrastructures peut être observée sur les différentes représentations cartographiques du territoire : la carte de Cassini (XVIIIe siècle), la carte d'état-major (1820-1866) et les cartes ou photos aériennes de l'IGN pour la période actuelle (1950 à aujourd'hui).

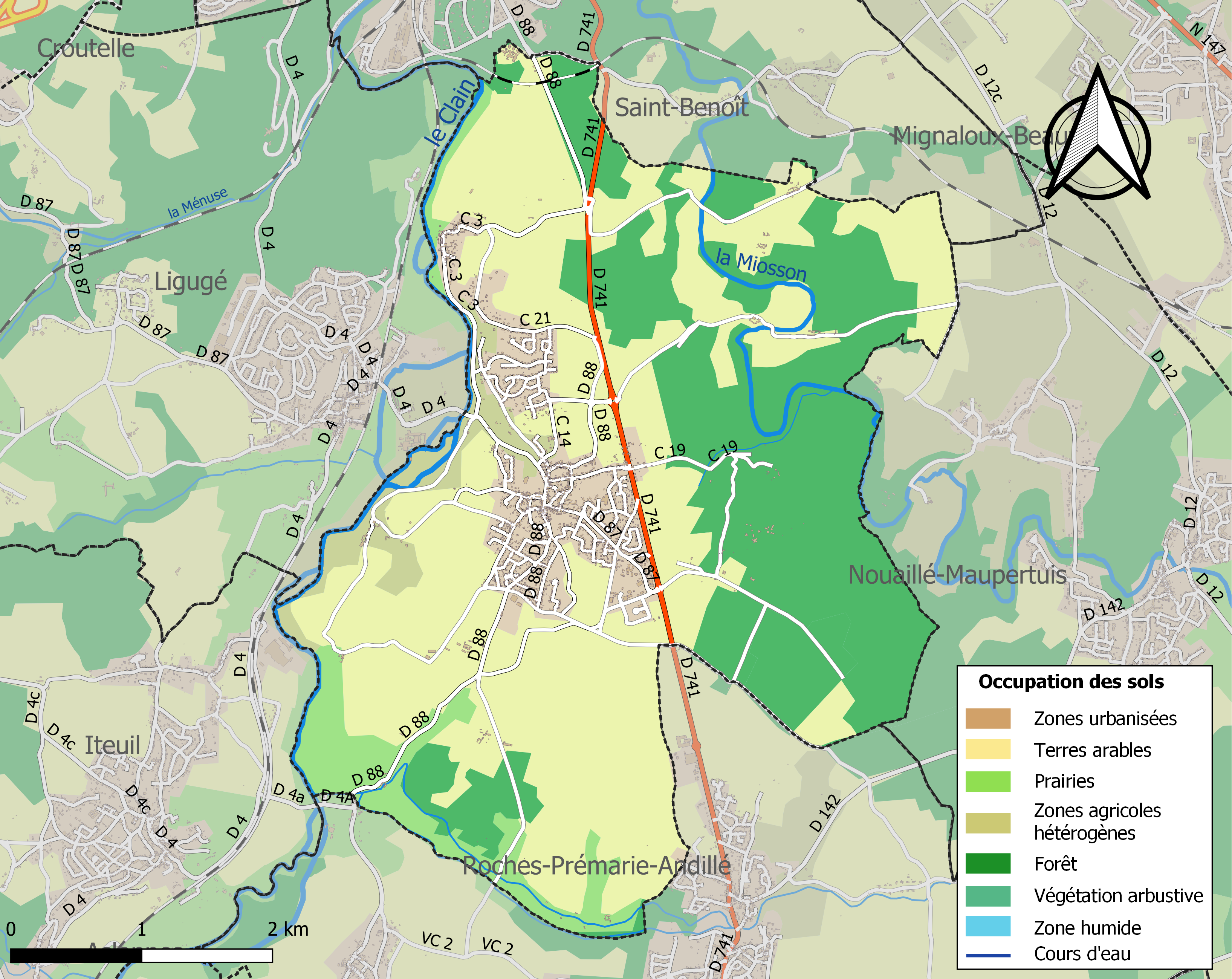
Carte des infrastructures et de l'occupation des sols de la commune en 2018 (CLC).

### Risques majeurs
Le territoire de la commune de Smarves est vulnérable à différents aléas naturels : météorologiques (tempête, orage, neige, grand froid, canicule ou sécheresse), inondations, mouvements de terrains et séisme (sismicité modérée). Il est également exposé à un risque technologique,  le transport de matières dangereuses, et à un risque particulier : le risque de radon. Un site publié par le BRGM permet d'évaluer simplement et rapidement les risques d'un bien localisé soit par son adresse soit par le numéro de sa parcelle.

#### Risques naturels
La commune fait partie du territoire à risques importants d'inondation (TRI) de Châtellerault, regroupant 17 communes concernées par un risque de débordement de la Vienne et du Clain. Les événements antérieurs à 2014 les plus significatifs pour la Vienne sont les crues de février 1698 (1 670 m3/s à Châtellerault), de juillet 1792 (1 520 m3/s), de mars 1913 (1 500 m3/s), de décembre 1944 (1 510 m3/s) et de janvier 1962 (1 500 m3/s). Les crues historiques du Clain sont celles de 1873 (330 m3/s à Poitiers) et de décembre 1982 (330 m3/s). Des cartes des surfaces inondables ont été établies pour trois scénarios : fréquent (crue de temps de retour de 10 ans à 30 ans), moyen (temps de retour de 100 ans à 300 ans) et extrême (temps de retour de l'ordre de 1 000 ans, qui met en défaut tout système de protection),. La commune a été reconnue en état de catastrophe naturelle au titre des dommages causés par les inondations et coulées de boue survenues en 1982, 1983, 1993, 1995, 1999 et 2010,. Le risque inondation est pris en compte dans l'aménagement du territoire de la commune par le biais du plan de prévention des risques (PPR) inondation (PPRI) de la « vallée du Clain », approuvé le 1er septembre 2015, puis par le nouveau PPRI « Vallée du Clain », prescrit le 5 novembre 2021.

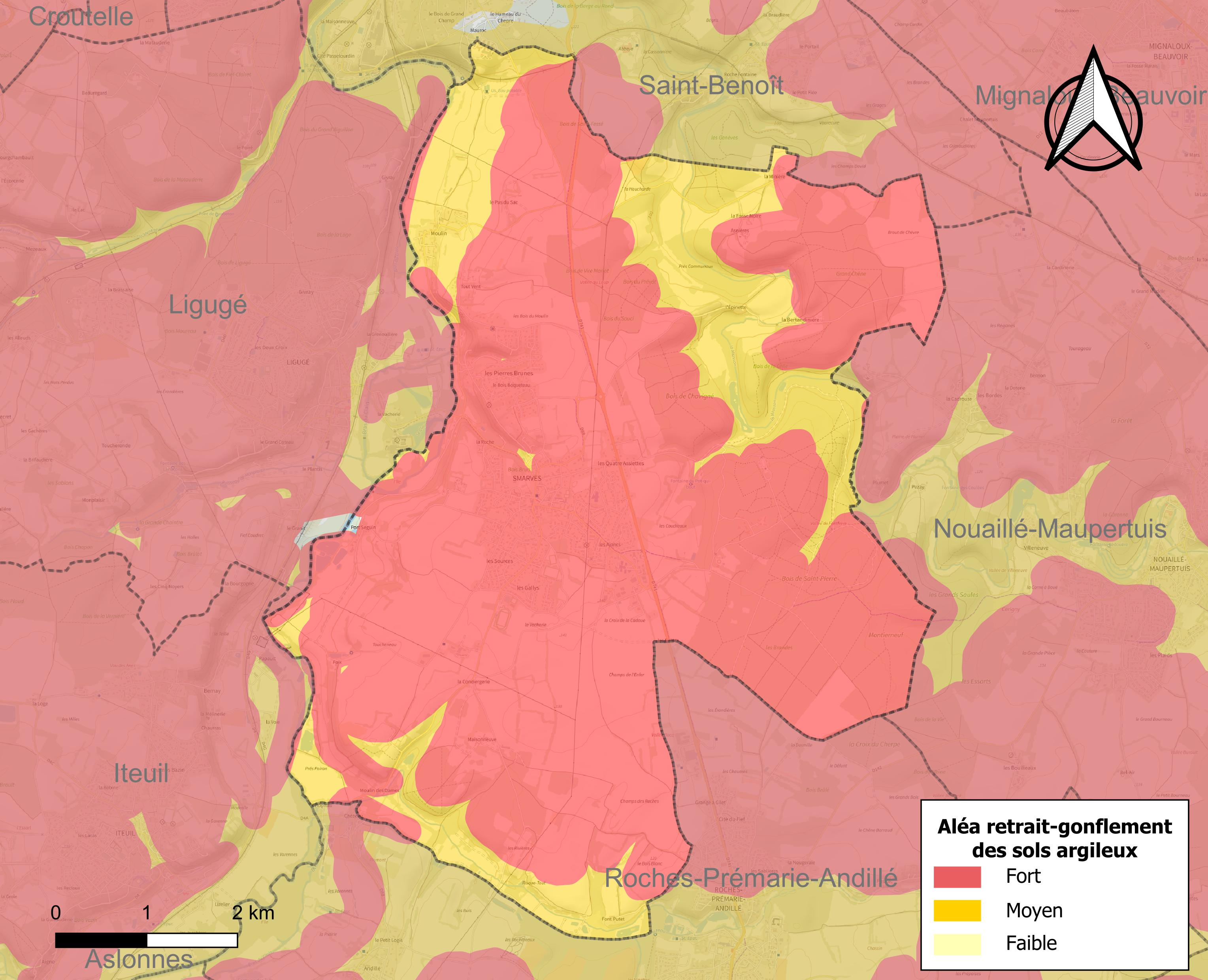
Carte des zones d'aléa retrait-gonflement des sols argileux de Smarves.

Les mouvements de terrains susceptibles de se produire sur la commune sont des affaissements et effondrements liés aux cavités souterraines (hors mines) et des tassements différentiels. Afin de mieux appréhender le risque d’affaissement de terrain, un inventaire national permet de localiser les éventuelles cavités souterraines sur la commune. Le retrait-gonflement des sols argileux est susceptible d'engendrer des dommages importants aux bâtiments en cas d’alternance de périodes de sécheresse et de pluie. La totalité de la commune est en aléa moyen ou fort (79,5 % au niveau départemental et 48,5 % au niveau national). Depuis le 1er octobre 2020, en application de la loi ÉLAN, différentes contraintes s'imposent aux vendeurs, maîtres d'ouvrages ou constructeurs de biens situés dans une zone classée en aléa moyen ou fort,.
La commune a été reconnue en état de catastrophe naturelle au titre des dommages causés par la sécheresse en 1989, 1991, 1993, 1996, 2003, 2005, 2011 et 2017 et par des mouvements de terrain en 1999 et 2010.

#### Risque particulier
Dans plusieurs parties du territoire national, le radon, accumulé dans certains logements ou autres locaux, peut constituer une source significative d’exposition de la population aux rayonnements ionisants. Selon la classification de 2018, la commune de Smarves est classée en zone 3, à savoir zone à potentiel radon significatif.

## Toponymie
(mai 2022).
Si vous disposez d'ouvrages ou d'articles de référence ou si vous connaissez des sites web de qualité traitant du thème abordé ici, merci de compléter l'article en donnant les références utiles à sa vérifiabilité et en les liant à la section « Notes et références ».
Smarves apparaît sous le nom de Samarva en 962.
Les origines de Smarves restent obscures. Il n'est pas anormal qu'une toute petite commune ne laisse que peu de traces dans les documents d'archives. Toutefois, si l'on se réfère au Dictionnaire toponymique de Louis-François-Xavier Rédet, publié en 1881, le nom de Smarves est cité pour la première fois en 962 sous la forme Samarva. Ce même dictionnaire répertorie ensuite les formes suivantes :
Sanmavvia (1183),
Salmarvia,
Sainte Marve (1324),
Sancta Marvia (1348),
Saint Felix de Samarve (1466),
Samargne (1479),
Semarve (1576, 1720).
À cela on peut ajouter deux autres références cartographiques, l'une au XVIIIe siècle Samarve sur la carte de Cassini, l'autre au XIXe siècle Semarve sur une carte de 1843, éditée par H. Langlois.
Cette liste appelle deux remarques :
- le nom est systématiquement estropié par les copistes, parce qu'ils n'arrivent pas à admettre le groupe de consonnes SM. Ils les adaptent le plus souvent en introduisant une voyelle, voire en interprétant SM comme S.M = Saint(e) Marve.
- le groupe phonétique SM est excessivement rare dans la langue française et d'ailleurs, l'évolution de la langue, selon les lois connues de la phonétique, fait disparaître le groupe SM lorsqu'il existait au début d'un mot : par exemple le mot latin Smaragda se transforme en « Emeraude » en français.

D'où peut donc venir le groupe SM de SMarves ? Cette question appelle, elle aussi, deux remarques :
- en France de nombreux noms de lieux, de rivières, de monts ont gardé la trace de leur origine celte (gauloise) alors que le vocabulaire ordinaire gaulois s'est effacé sous l'influence dominante du latin.
- ces noms celtes de lieux, monts ou rivières faisaient souvent référence au nom d'une divinité. Loudun et Lyon (Lugdunum) sont des noms de ville dont la racine est forgée sur le nom du dieu LUG, dieu suprême de la mythologie celtique.

Et Smarves ? Il existe des divinités celtes dont le nom comporte le groupe de consonnes SMER : Il s'agit de Smertrios et de Rosmerta.
Selon monsieur Joseph Vendryes, linguiste et celtologue, la racine celtique SMER signifie prévoyance, approvisionnement. Les divinités correspondant à cette racine étaient supposées apporter l'abondance, la profusion.
D'où cette hypothèse que l'on peut formuler :
Smarves, avec le groupe de consonnes très rare SMER, pourrait être un nom marquant la survivance d'une dédicace au dieu SMERTRIOS, dieu de l'abondance. Les sources (que les celtes vénéraient) pourraient expliquer cette idée ; il y avait trois sources répertoriées à Smarves : « au bas du bourg, au Port Seguin et au Moulin des Dames. » (M. A. de Longuemar en 1869).

## Histoire
Smarves accueille favorablement les avancées de la Révolution française. Elle plante ainsi son arbre de la liberté, symbole de la Révolution. Mais lors de l’annonce de la levée en masse en 1793, il est la cible des menaces des jeunes qui y sont hostiles.
L’arbre de la liberté : l’érable rouge de la place de la Mairie est planté le 25 novembre 1986, en remplacement de l’orme planté en 1848, peu après la révolution de février, pour fêter l’avènement de la Deuxième République. Tout le village est mobilisé : enfants des écoles travaillent sur un projet plusieurs semaines, conférence, exposition, soutien aux otages français du Liban.

## Politique et administration

### Intercommunalité
Depuis 2015, Smarves est dans le canton de Vivonne (no 18) du département de la Vienne. Avant la réforme des départements, Smarves était dans le canton no 28 de La Villedieu-du-Clain dans la 2e circonscription.

### Liste des maires
| Période                                  | Période                    | Identité                             | Étiquette   | Qualité                                                                                               |
| ---------------------------------------- | -------------------------- | ------------------------------------ | ----------- | --- |
| ?                                        | ?                          | Jean Moreau                          |             | |
| 1945                                     | 1957                       | Étienne Brunet-Lapérelle (1889-1966) |             | |
| Maire en 1960                            | ?                          | Marcel Bernard                       | RI puis DVD | Conseiller général de La Villedieu-du-Clain (1964 → 1994)                                             |
| mars 1983                                | mars 2008                  | Pierre Joulain (1942- )              |             | Directeur de recherche au CNRS et enseignant, maire honoraire Chevalier de l'Ordre national du Mérite |
| mars 2008                                | 1er janvier 2022           | Philippe Barrault (1946-2022)        | DVD         | Retraité de la fonction publique Réélu en 2014 et 2020 Décédé en fonction                             |
| 17 janvier 2022                          | En cours (au 18 Juin 2022) | Michel Godet (1949- )                |             | Ancien capitaine des sapeurs-pompiers, ancien 1er adjoint                                             |
| Les données manquantes sont à compléter. |                            |                                      |             | |

### Instances judiciaires et administratives
La commune relève du tribunal d'instance de Poitiers, du tribunal de grande instance de Poitiers, de la cour d'appel  de Poitiers, du tribunal pour enfants de Poitiers, du conseil de prud'hommes de Poitiers, du tribunal de commerce de Poitiers, du tribunal administratif de Poitiers et de la cour administrative d'appel  de Bordeaux, du tribunal des pensions de Poitiers, du tribunal des affaires de la Sécurité sociale de la Vienne, de la cour d’assises de la Vienne.

### Services publics
Les réformes successives de La Poste ont conduit à la fermeture de nombreux bureaux de poste ou à leur transformation en simple relais. Toutefois, la commune a pu maintenir le sien avec des horaires toutefois restreints

### Politique environnementale

#### Traitement des déchets et économie circulaire
La commune a aménagé une déchèterie.

### Jumelage
Smarves est jumelée avec la ville italienne de Bernareggio et avec Wachtberg en Allemagne.

## Population et société

### Démographie
L'évolution du nombre d'habitants est connue à travers les recensements de la population effectués dans la commune depuis 1793. Pour les communes de moins de 10 000 habitants, une enquête de recensement portant sur toute la population est réalisée tous les cinq ans, les populations de référence des années intermédiaires étant quant à elles estimées par interpolation ou extrapolation. Pour la commune, le premier recensement exhaustif entrant dans le cadre du nouveau dispositif a été réalisé en 2006.

En 2022, la commune comptait 2 941 habitants, en évolution de +5,98 % par rapport à 2016 (Vienne : +0,6 %, France hors Mayotte : +2,11 %).
| 1793 | 1800 | 1806 | 1821 | 1831 | 1836 | 1841 | 1846 | 1851 |
| ---- | ---- | ---- | ---- | ---- | ---- | ---- | ---- | ---- |
| 500  | 421  | 414  | 444  | 431  | 436  | 582  | 599  | 572  |

| 1856 | 1861 | 1866 | 1872 | 1876 | 1881 | 1886 | 1891 | 1896 |
| ---- | ---- | ---- | ---- | ---- | ---- | ---- | ---- | ---- |
| 539  | 532  | 603  | 628  | 687  | 713  | 821  | 865  | 847  |

| 1901 | 1906 | 1911 | 1921 | 1926 | 1931 | 1936 | 1946 | 1954 |
| ---- | ---- | ---- | ---- | ---- | ---- | ---- | ---- | ---- |
| 846  | 896  | 888  | 756  | 769  | 722  | 767  | 763  | 813  |

| 1962 | 1968  | 1975  | 1982  | 1990  | 1999  | 2006  | 2011  | 2016  |
| ---- | ----- | ----- | ----- | ----- | ----- | ----- | ----- | ----- |
| 869  | 1 126 | 1 490 | 2 069 | 2 089 | 2 156 | 2 345 | 2 580 | 2 775 |

| 2021  | 2022  | - | - | - | - | - | - | - |
| ----- | ----- | - | - | - | - | - | - | - |
| 2 925 | 2 941 | - | - | - | - | - | - | - |

En 2008, selon l’Insee, la densité de population de la commune était de 128 hab./km2, contre 61 hab./km2 pour le département, 68 hab./km2 pour la région Poitou-Charentes et 115 hab./km2 pour la France.
Les dernières statistiques démographiques pour la commune ont été fixées en 2009 et publiées en 2012. Il ressort que la mairie administre une population totale de 2 529 personnes. À cela il faut soustraire les résidences secondaires (40 personnes) pour constater que la population permanente sur le territoire de la commune est de 2 489 habitants.
Smarves a connu une nette hausse de 23,6 % de sa population entre 1999 et 2006.
La répartition de la population par sexe est la suivante :
- En 1999 : 49,3 % d'hommes et 50,7 % de femmes.
- En 2006 : 49,6 % d'hommes et 50,4 % de femmes.
- En 2010 : 48,2 % d'hommes pour 51,8 % de femmes.

En 2006 :
- Le nombre de célibataires était de 29,3 % dans la population,
- Les couples mariés représentaient 60,5 % de la population,
- Les divorcés représentaient 4,8 %,
- Le nombre de veuves et veufs était de 5,4 %.

### Enseignement
La commune dépend de l'académie de Poitiers (rectorat de Poitiers) et les écoles primaires de la commune dépendent de l'inspection académique de la Vienne. Son école maternelle publique Roger-Pain accueille
79 élèves et son école primaire publique accueille 167 élèves.

## Économie
Avec ses 2 000 hectares, le territoire de la commune offre l'équilibre idéal d'un cadre vie de qualité, entre ville et campagne. Entourée de rivières, de bois et de terres cultivées, Smarves poursuit un développement maîtrisé de son habitat et de ses activités économiques. Exclusivement rurale naguère, elle est aujourd'hui centrée sur les services aux particuliers et aux entreprises. Sa situation aux portes de Poitiers, à dix minutes des principaux pôles d'activité de l'agglomération, permet à Smarves de s’intégrer à la dynamique du Sud de l’agglomération (Biopôle, Pôle Sud, Grand Large). Son accessibilité par la RD 741 et son cadre de vie lui donnent un vrai potentiel de développement économique et social.
Pour autant elle garde une activité agricole notable céréales et élevage sur environ 900 hectares ; quatre entreprises d'exploitation agricole y ont leur siège.
À l'est de la commune, le domaine des Bois de Saint-Pierre constitue une base de loisirs d’environ 250 hectares appartenant à la ville de Poitiers. Une partie de 75 hectares est aménagée et consacrée à de nombreuses activités pour tous les publics : parcours d’orientation, parc zoologique, poney-club, piscine de plein air, étang pour la pêche, la promenade avec 8 km de sentiers pédestres. La forêt est essentiellement constituée de chênes et de châtaigniers.
Aux portes des Bois de Saint-Pierre, un mini-golf et le parc d'attractions Chouette Land, créé en 2008, complètent les installations de loisirs.

### Agriculture
Selon la direction régionale de l'Alimentation, de l'Agriculture et de la Forêt de Poitou-Charentes, il n'y a plus que six exploitations agricoles en 2010 contre 18 en 2000.
52 % des surfaces agricoles sont destinées à la culture des céréales (blé tendre essentiellement et maïs), 25 % pour les oléagineux (colza et tournesol), 11 % pour le fourrage et 1 % reste en herbe. En 2000, un hectare (zéro en 2010) était consacré à la vigne.
Les élevages de bovins, d'ovins et de volailles ont disparu au cours de cette décennie. La disparition des élevages de moutons est conforme à la tendance globale du département de la Vienne. En effet, le troupeau d’ovins, exclusivement destiné à la production de viande, a diminué de 43,7 % de 1990 à 2007

### Commerce
En 2023, dix-sept commerces se trouvent sur le territoire de la commune : un artisan serrurier-métallier-ferronnier, un paysagiste, un maçon, deux plombiers, deux garagistes, une boucherie, une boulangerie, un restaurant, un bar, une pizzeria, trois coiffeurs, un fleuriste et une supérette.

## Culture locale et patrimoine

### Lieux et monuments

#### Patrimoine civil et religieux
- Monument aux morts de la guerre 1914-1918, place de la Mairie.
- Église Saint-Félix-de-Nole de Smarves, place de l'Église.

#### Patrimoine naturel
La commune abrite quatre zones naturelles d'intérêt écologique, faunistique et floristique (ZNIEFF) qui représentent 1 % de la surface de la commune :
- le bois de Saint-Pierre ;
- le marais du ruisseau des Dames ;
- le Granit ;
- Rochers de Passelourdin.

La marais du ruisseau des Dames et la vallée du Clain Médian sont protégés au titre des espaces naturels sensibles (ENS) et couvrent 3 % de la surface communale.

##### Le bois de Saint-Pierre
Le bois de Saint-Pierre est situé à une dizaine de kilomètres au sud de Poitiers. Il s’étend sur le territoire des communes de Nouaillé-Maupertuis et de Smarves. C’est un vaste ensemble boisé qui occupe un plateau faiblement ondulé. Le site comprend, aussi, sur sa lisière nord, un versant raide qui plonge vers le Miosson, un affluent du Clain, ainsi que la vallée de Fontfrère, un petit vallon latéral.
Les sols limoneux profonds (dénommés bornais), à tendance acide et hydromorphe situés sur les plateaux accueillent une unique chênaie calcifuge à chêne sessile. En revanche, les sols argilo-calcaires profonds et sains situés sur les pentes ont permis une diversification de la végétation forestière : une chênaie pubescente s’est installée sur le rebord du plateau ; une chênaie-charmaie composée de chênes pédonculés et de charmes a trouvé refuge sur les pentes modérées ; un boisement mixte à Scolopendre occupe les pentes fortes ; enfin, une aulnaie a poussé en bas du versant, dans la zone humide voire inondable de la nappe alluviale du Miosson.
Cette variété d’habitats forestiers a permis le développement d’une riche flore de sous-bois, à l’origine du classement et de la protection du bois. La plante la plus rare est le Lis martagon, une espèce protégée en France. C’est une plante surtout montagnarde qu’on ne trouve que très rarement dans le plaines atlantiques où elle ne peut subsister que dans des sites au microclimat particulier. Sa présence est, en fait, le témoin d’un climat aujourd’hui révolu. Le lis martagon, ainsi, trouve sur les pentes du Miosson qui sont exposées au nord, un climat frais et humide nécessaire à la réalisation de son cycle végétatif. Toutefois, comme dans d’autres sites situés dans le département, de nombreux pieds restent stériles et témoignent de conditions écologiques limites pour cette plante très éloignée ici des forêts montagnardes qui représentent son biotope normal. En bas de pente, le lis est accompagné par plusieurs autres espèces peu communes ou rares des bois poitevins: c’est le cas de l’Isopyre faux-pigamon, de la Raiponce en épi, du Laser à feuilles larges et, surtout, de la Lathrée écailleuse, une curieuse plante de couleur ivoire, dépourvue de chlorophylle, qui trouve ses substances nutritives en parasitant les racines d’arbres divers tels que les ormes, les noisetiers, les érables ou les frênes.
Le bois de Saint-Pierre abrite non seulement une avifaune commune aux sites forestiers poitevins (fauvettes, pouillots et grives) mais aussi quelques espèces plus rares et plus localisées comme le Bouvreuil pivoine (une espèce plutôt nordique et "montagnarde", très disséminée en région Poitou-Charentes), la Mésange huppée ou le Pouillot siffleur qui est un passereau insectivore inféodé aux forêts âgées à canopée élevée. La plus remarquable est le Pic mar, un oiseau étroitement lié aux vieilles forêts feuillues - chênaies, hêtraies, chênaies-charmaies - où il se nourrit essentiellement des invertébrés vivant dans les fissures de l’écorce des arbres centenaires. Cette espèce, protégée en France, est en nette régression sur tout le territoire national comme dans toute l’Europe occidentale. Elle n’est plus représentée en Poitou-Charentes, au début du XXIe siècle que par une population de 150 à 250 couples, d’où l’importance de ce site.
Parmi les mammifères, la présence du Cerf élaphe et de la Martre (Martes), un petit carnivore très disséminé dans la région, est également à signaler.

##### Arbres remarquables
Selon l'Inventaire des arbres remarquables de Poitou-Charentes, il y a trois arbres remarquables sur la commune qui sont :
- un chêne pubescent au lieu-dit du Pas de Saint Martin ;
- un chêne vert sur le coteau de Saint Félix ;
- un noyer à grosses noix au lieu-dit Moulin.

### Équipement culturel
- Salle polyvalente François-Rabelais, au-dessus de l'église.
- Une bibliothèque.
- Le bois de Saint-Pierre est un ancien domaine forestier. Il s'étend sur plus de 245 hectares, autour de l'ancien château de Saint-Pierre. Il domine un méandre du Miosson. 75 hectares sont consacrés à des zones d'attraction dont un parc zoologique. Le parc zoologique occupe cinq hectares des bois de Saint-Pierre et il compte environ 250 animaux (dont loups, lynx et singes). Il est la propriété de la mairie de Poitiers depuis 1968 et fait partie de l'Association nationale des parcs et jardins zoologiques. Sur l'allée du château, trois zèbres en béton armé peint datent de 1983 et sont de l'artiste Gilbert Della Noce.

### Personnalités liées à la commune
- Théophane Jules Vénien (1897-1945), ingénieur et résistant français, né à Smarves.

### Héraldique
| Blason de Smarves | Blason  | De sinople à deux burelles ondées d'argent en pointe. |
| Blason de Smarves | Détails | Le statut officiel du blason reste à déterminer.      |